# پالغار
پالغار (به انگلیسی: Palghar) یک منطقهٔ مسکونی در هند است که در بخش پالگهر واقع شده‌است. پالغار ۴٬۶۹۶٫۹۹ کیلومتر مربع مساحت و ۶۸٬۹۳۱ نفر جمعیت دارد و ۷ متر بالاتر از سطح دریا واقع شده‌است.